# Jonathan Togo
Jonathan Frederick Togo (Rockland, Massachusetts, 25 de agosto de 1977) es un actor de televisión estadounidense.

## Biografía
Togo nació en Rockland, Massachusetts, hijo de Sheila, comerciante, y Michael Togo, diseñador gráfico. Su madre es de ascendencia italiana e irlandesa y su padre es judío, originalmente de apellido "Tonkaviev" que fue acortado por uno de sus ascendientes porque quería darle un nombre pegadizo a su negocio de alfombras.
Se crio en Rockland, Massachusetts. De niño asistió a una escuela hebrea y se graduó del Rockland High School en 1995, en donde practicaba la lucha. Jonathan Togo asistió al Project Contemporary Competitiveness, Advanced Study Program, Proyecto Competitividad Contemporánea, Programa de Estudios Avanzados como estudiante, después trabajó como procurador en 1991 y 1992. Siguió sus estudios en el Vassar College, graduándose con un B.A. en Teatro y afianzó sus estudios en el Instituto Nacional de Teatro del Teatro Eugene O'Neil. Cuando estaba en Vassar formaba parte de la banda "The Conquistadors" con Sam Endicott y John Conway, ambos ahora miembros de la famosa banda The Bravery.

### Carrera
Togo ha actuado y participado en numerosas obras, incluyendo Our Country's Good. Sin embargo, es más famoso por su papel en CSI: Miami, serie en la que interpreta a Ryan Wolfe. También ha participado en otros programas de televisión, incluyendo un papel estelar en Special Unit 2, así como apariciones en Judging Amy y también hace el papel de un administrativo en Mistic River. En 2008, Togo escribió y dirigió su primera serie web, My best friend is my penis para Atom.com.